# Adolphe Abrahams
Sir Adolphe Abrahams OBE FRCP (geboren  6. Februar 1883 in Kapstadt; gestorben 11. Dezember 1967 in London) war ein britischer Arzt, der als Begründer der Sportmedizin und Sportwissenschaft in Großbritannien gilt.

## Leben
Abrahams stammt aus einer jüdischen Familie. Sein Vater Isaac Abrahams kam als Einwanderer aus Polen nach England. Seine Mutter Esther Abrahams entstammte einer in Wales ansässigen jüdischen Familie. In der Familie Abrahams spielte der Sport eine bedeutende Rolle. Adolphes Brüder waren der Leichtathlet und Olympiasieger von 1924 über 100 Meter Harold Abrahams und der Weitspringer, Sprinter und mehrfache Olympiateilnehmer Sidney Abrahams. Seine Ausbildung absolvierte Adolphe Abrahams von 1891 bis 1899 an der Bedford Modern School, der Bedford School und am Emmanuel College der University of Cambridge.
Von 1915 bis 1920 diente er als Leiter einer medizinischen Division und Consultant Physician im Rang eines Majors im Royal Army Medical Corps der British Army. 1920 erhielt er eine Stelle als Consultant Physician im Westminster Hospital; zeitweise wirkte er auch am  Hampstead General Hospital und Royal Chest Hospital. 1928 arbeitete er als Arris and Gale Lecturer am Royal College of Surgeons, einige Jahre später als Lumleian Lecturer und Censor am Royal College of Physicians in London. 1939 wurde er zum Dean der Westminster Hospital Medical School ernannt. Eine Zeitlang hatte er die Rolle eines Examiner in Medicine an den Universitäten von Cambridge, Liverpool und London. Er war Präsident der British Society of Gastroenterologists und der Section of Medicine der Royal Society of Medicine.
Abrahams, der als Begründer der Sportwissenschaft in Großbritannien angesehen wird, war auch eines der Gründungsmitglieder und erster Präsident der British Association of Sport & Exercise Medicine. Von 1912 bis 1948 betreute er die britischen Olympiamannschaften. Er gehörte der Royal Society of Medicine an. Abrahams wurde 1939 in den Order of the British Empire aufgenommen und trug seither als Namenszusatz den Titel Sir. Abrahams war seit 1922 mit Adrienne Walsh verheiratet, mit der einen Sohn und eine Tochter hatte.

## Werke
- The Human Machine. Penguin Books 1956
- The Disabilities and Injuries of Sport. Elek Books 1961
- Dr G Herschell's Textbook of Indigestion. (Neuausgabe) Biblio Bazaar 2010 (ISBN 9781148811246)
- A Guide to Urinary Diseases. (Neuausgabe) Verlag Fb &C Ltd. 2015 (ISBN 9781330921388)